# Companhia do Levante

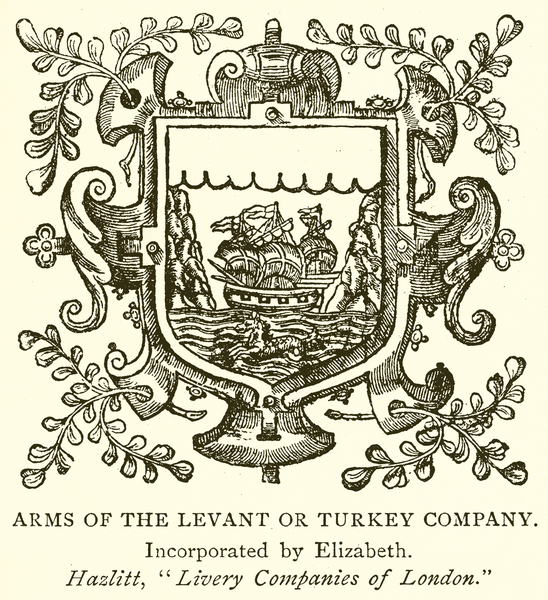
Brasão de armas da Companhia do Levante

A Companhia do Levante (em inglês: Levant Company) foi uma empresa inglesa fundada em 1592. Elizabeth I da Inglaterra aprovou sua carta inicial em 11 de setembro de 1592, quando a Companhia de Veneza (1583) e a Companhia Turca (1581) se fundiram, porque suas licenças haviam expirado, pois ela estava ansiosa manter alianças comerciais e políticas com o Império Otomano. Seu alvará inicial era válido por sete anos e foi concedido a Edward Osborne, Richard Staper, Thomas Smith e William Garrard com o objetivo de regular o comércio inglês com o Império Otomano e o Levante. A empresa permaneceu em existência contínua até ser substituída em 1825. Um membro da empresa era conhecido como um comerciante da Turquia.

## Governadores
- 1581–1592 Sir Edward Osborne (nomeado na primeira e segunda cartas)
- 1592–1592 Ricardo Staper
- 1600–1600 Sir Thomas Smith (nomeado na terceira carta)
- 1605–1623 Sir Thomas Lowe (nomeado na quarta carta)
- 1623–1634 Sir Hugh Hammersley
- 1634–1643 Sir Henry Garraway
- 1643–1653 Isaac Penington
- 1654–1672 Sir Andrew Riccard
- 1672–1673 John Jolliffe
- 1673–1695 O Conde de Berkeley
- 1696–1709 Sir William Trumbull
- 1710–1718 O Senhor Onslow
- 1718–1735 O Conde de Carnavon
- 1736–1766 O Conde De La Warr
- 1766–1772 O Conde de Shaftsbury
- 1772–1776 O Conde de Radnor
- 1776–1792 O Conde de Guilford
- 1792–1799 Duque de Leeds
- 1799–1821 O Senhor Grenville

O governo britânico assumiu a Companhia em 1821 até sua dissolução em 1825.

## Os embaixadores em Constantinopla
- 1582–1588William Harbourne
- 1588–1597 Edward Barton
- 1597–1607 Henrique Lello
- 1606–1611 Sir Thomas Glover
- 1611–1620 Paulo Pindar
- 1619–1621 Sir John Eyre (ou Ayres)
- 1621–1622 John Chapman (agente)
- 1621–1628 Sir Thomas Roe
- 1627–1638 Sir Peter Wyche
- 1633–1647 Sir Sackville Crowe
- 1647–1661 Sir Thomas Bendysh
- Richard Salway (nunca enviado)
- Richard Lawrence (somente agente)
- 1668–1672 Heneage Finch, Conde de Winchilsea
- 1668–1672 Sir Daniel Harvey
- 1672–1681 Sir John Finch
- 1680–1687 James, Lorde Chandos
- 1684–1686 Sir William Soames
- 1686–1691 Sir William Trumbull
- 1690–1691 Sir William Hussey
- Thomas Coke (apenas encarregado de negócios)
- 1691–1692William Harbord
- 1692–1702 Guilherme, Lorde Paget
- Sir James Rushout, 1º Baronete (apenas indicado)
- George Berkeley, 1º Conde de Berkeley (apenas indicado)
- 1700–1717 Sir Robert Sutton
- 1716–1718 Edward Wortley-Montagu
- 1717–1730 Abraham Stanyan
- 1729–1736 George Hay, 8º Conde de Kinnoull
- 1735–1746 Sir Everard Fawkener
- Stanhope Aspinwall (somente encarregado de negócios)
- 1746–1762 James Porter
- 1761–1765 Henry Grenville
- William Kinloch (encarregado de negócios apenas)
- 1765–1775 John Murray
- Anthony Hayes (apenas Encarregado de Negócios)
- 1775–1794 Sir Robert Ainslie
- 1794-1795 Robert Liston
- Spencer Smith (Encarregado de Negócios)
- Francis James Jackson (nunca assumiu o cargo)
- 1799–1803 Thomas Bruce, 7.º Conde de Elgin
- Alexander Straton (Encarregado de Negócios)
- 1803–1804William Drummond
- 1804–1807 Charles Arbuthnot
- 1809–1810 Robert Adair
- 1810–1812 Stratford Canning Ministro Plenipotenciário
- 1812–1820 Robert Liston
- 1820–1824 Percy Clinton, 6º Visconde Strangford .

## Cônsules

### Em Esmirna
- 1611–1624William Markham
- 1624–1630 William Salter
- 1630–1633 Lawrence Green
- 1633–1634James Higgins
- 1634–1635 John Freeman
- 1635–1638 Eduardo Bernard
- 1638–1643 Edward Stringer
- 1644–1649 John Wilde
- 1649–1657 Spencer Bretton
- 1659–1660 William Prideaux
- 1660–1661 Ricardo Baker
- 1661–1667 William Cave
- 1667–1677 Paul Rycaut
- 1677–1703William Raye
- 1703–1716 William Sherrard
- 1716–1722 John Cooke
- 1722–1723 George Boddington
- 1733–1741 Francis Williams
- 1741–1742 Thomas Carleton
- 1742–1762 Samuel Crawley
- 1762–1794 Anthony Hayes
- 1794–1825 Francis Werry

### Em Aleppo
- 1580–1586 William Barrett
- 1586–1586 James Toverson
- 1586–1586 John Eldred
- 1592–1594 Michael Locke
- 1596 George Dorrington (interino vice-cônsul)
- 1596–1596 Thomas Sandys
- 1596–1597 Ralph Fitch
- 1597–1597 Richard Colthurst
- vago
- 1606 James Hawarde (vice-cônsul interino)
- 1606–1610 Paulo Pindar
- 1610–1616 Bartolomeu Haggatt
- 1616–1621 Libby Chapman
- 1621–1627 Edward Kirkham
- 1627–1630 Thomas Potton
- 1630–1638 John Wandesford
- 1638–1649 Eduardo Bernard
- 1649–1659 Henry Riley
- 1659–1672 Benjamin Lannoy
- 1672–1686 Gamaliel Nightingale
- 1686–1689 Thomas Metcalfe
- 1689–1701 Henry Hastings
- 1701–1706 George Brandon
- 1707–1715William Pilkington
- 1716–1726 John Purnell
- 1727–1740 Nevil Coke
- 1740–1745 Nathaniel Micklethwait
- 1745–1751 Artur Pollard
- 1751–1758 Alexandre Drummond
- 1758–1758 Francis Browne
- 1759–1766William Kinloch
- 1766–1768 Henry Preston
- 1768–1770William Clark
- 1770–1772 Charles Smith (pró-cônsul)
- 1770–1783 John Abbott
- 1783–1784 David Hays (pró-cônsul)
- 1784–1786 Charles Smith (pró-cônsul)
- 1786–1791 Michael de Vezin (pró-cônsul)
- fábrica fechada 1791-1803
- 1803–1825 John Barker